# Dubačko
Dubačko (cyr. Дубачко) – wieś w Bośni i Hercegowinie, w Republice Serbskiej, w gminie Milići. W 2013 roku liczyła 28 mieszkańców.